# 納德羅斯西亞
49°24′40″N 29°3′35″E / 49.41111°N 29.05972°E
納德羅斯西亞（烏克蘭語：Надросся），是烏克蘭的村落，位於該國西南部文尼察州，由文尼察區負責管轄，始建於1570年，面積0.15平方公里，海拔高度278米，2001年人口361。